# 1992년 시카고 영화 비평가 협회상
제5회 시카고 비평가 협회상은 1992년에 열린 시상식이다.

## 수상 및 후보

### 작품상
- 말콤 X - 스파이크 리 수상

### 감독상
- 말콤 X - 스파이크 리 수상

### 남우주연상
- 말콤 X - 덴젤 워싱턴 수상

### 여우주연상
- 하워즈 엔드 - 엠마 톰슨 수상

### 남우조연상
- 어 퓨 굿 맨 - 잭 니콜슨 수상

### 여우조연상
- 부부 일기 - 주디 데이비스 수상

### 각본상
- 플레이어 - 마이클 톨킨 수상

### 외국어영화상
- 크라잉 게임 - 닐 조던 수상

### 촬영상
- 드라큐라 - 마이클 볼하우스 수상

### 유망남우상
- 여인의 향기 - 크리스 오도넬 수상

### 유망여우상
- 나의 사촌 비니 - 마리사 토메이 수상

### 공헌상
- Joyce Sloan 수상